# 대장 김창수
"대장 김창수"는 2017년에 개봉한 대한민국의 영화이다. 

## 소개
백범 김구(1876 ~ 1949)의 젊은 시절을 중심으로 그린 영화로 그 동안 독립운동가이자 대한민국 임시정부 주석으로만 알려졌던 백범 김구가 김창수라는 아명으로 불렸던 그의 청년 시절에 일어난 일들을 소재로 그려낸 영화이다. 

## 줄거리
1896년, 청년 김창수(조진웅)는 일본인을 살해한 혐의로 체포된다. 죄목은 명성황후의 시해범을 맨 손으로 때려 죽인 것. 김창수는 재판장에서 국모의 원수를 갚고 나라의 치욕을 씻었을 뿐이라고 소리치지만 결국 사형 선고를 받고 인천 감옥소에 수감된다.
일본의 편에 선 감옥소장(송승헌)은 김창수를 온갖 고문으로 괴롭히고 죄수들마저 김창수에게 등을 돌린다. 그곳에서 김창수는 못 배우고, 못 가졌다는 이유로 재판조차 받지 못한 채 억울한 옥살이를 하는 조선인들을 보며 조금씩 현실에 눈을 뜨게 되고, 변화를 꿈꾸기 시작한다.

## 캐스팅
- 조진웅 : 김창수 역
- 송승헌 : 강형식 역
- 정만식 : 마상구 역
- 정진영 : 고진사 역
- 유승목 : 이영달 역
- 신정근 : 조덕팔 역
- 정규수 : 양원종 역
- 이서원 : 김천동 역
- 곽동연 : 최윤석 역
- 김윤성 : 나춘배 역
- 전배수 : 박동구 역
- 다케다 히로미츠 : 와타나베 역
- 김재영 : 김상노 역
- 배진웅 : 최작두 역
- 윤병희 : 황봉구 역
- 이태일 : 김만철 역
- 이순원 : 천종수 역
- 한철우 : 학부대신 역
- 박경근 : 법부대신 역
- 김광영 : 경무관 역
- 유성안 : 영사관 직원 역
- 한성천 : 집배원 역
- 박지훈 : 가토 히데키 역
- 임형태 : 노인죄수 역
- 배재영 : 어린죄수 역
- 박성택 : 일본요인 1 역
- 야마노우치 타스쿠 : 일본요인 2 역
- 염혜란 : 면회자 역
- 황재필 : 마상구파 1 역
- 이정현 : 마상구파 2 역
- 정완희 : 술취한간수 역
- 김정한 : 조는간수 역
- 황규인 : 짐챙기는간수 역
- 이원석 : 이송간수 역
- 권택기 : 맞는죄수 역
- 박재원 : 선비죄수 역
- 윤영균 : 벌방죄수 역
- 최윤빈 : 배식죄수 역
- 김시호 : 놀란죄수 역
- 조홍우 : 대서부탁죄수 역
- 박경관 : 죽통죄수 역
- 윤영호 : 면회죄수 역
- 권반석 : 몰골죄수 1 역
- 신동훈 : 몰골죄수 2 역
- 박원희 : 몰골죄수 3 역
- 박영우 : 몰골죄수 4 역
- 조영애 : 기모노 여인 역
- 최서윤 : 게이샤 1 역
- 진유빈 : 게이샤 2 역
- 이예슬 : 게이샤 3 역
- 박수빈 : 게이샤 4 역
- 안수빈 : 게이샤 5 역
- 이동후 : 개항장 인력거꾼 역
- 이원태 : 은행장 역
- 홍재식 : 부은행장 역
- 김영호 : 전보대신 역
- 강수호 : 연회장 청나라인 1 역
- 이창훈 : 연회장 청나라인 2 역
- 김시우 : 개항장 청나라인 1 역
- 이훤행 : 개항장 청나라인 2 역
- 박재규 : 개항장 청나라인 3 역
- 박정숙 : 황봉구 노모 역
- 김길영 : 재판관 1 역
- 이정철 : 재판관 2 역
- 김왕용 : 일본측 요인 역
- 최현준 : 경무관 2 역
- 김형훈 : 서기 역
- 전정일 : 조선유림 1 역
- 윤택승 : 조선유림 2 역
- 황정용 : 조선측 기자 1 역
- 김대현 : 조선측 기자 2 역
- 이신우 : 일본측 기자 1 역
- 오안진 : 일본측 기자 2 역
- 이종운 : 어전회의 대신 1 역
- 박재영 : 어전회의 대신 2 역
- 마이클 존 데이비드 : 당구치는 서양인 1 역
- 웬트 그레고리 제임스 : 당구치는 서양인 2 역
- 데베르디에바 갈리아 : 개항장 서양인 가족 엄마 역
- 키라 본다 : 개항장 서양인 가족 딸 역
- 그리 피터 : 서양인 연인 남 역
- 무살리모바 이리나 : 서양인 연인 여 역
- 안드레아스 프론크 : 외국인 측량기사 1 역
- 다니엘슈 다닐로 : 외국인 측량기사 2 역
- 이브겐 살리에크 : 외국인 측량기사 3 역
- 폴라제프 티모 : 외국인 측량기사 4 역
- 강채민 : 수레끄는아이 역
- 최정은 : 개항장 기모노아이 1 역
- 박효빈 : 개항장 기모노아이 2 역
- 김지성 : 호텔보이 1 역
- 위제영 : 호텔보이 2 역
- 김현비 : 함거 따라가는 아이 1 역
- 강대현 : 함거 따라가는 아이 2 역
- 김지호 : 함거 따라가는 아이 3 역
- 서장현 : 천종수 아들 1 역
- 김건 : 천종수 아들 2 역
- 서주연 : 천종수 딸 역
- 이경영 : 이재정 역 (우정출연)
- 이선균 : 고종 역 (우정출연)
- 손종학 : 이회응 역 (특별출연)
- 이철민 : 도승선 역 (특별출연)
- 박소담 : 한영희 역 (특별출연)

## 반응
2017년 10월 15일 송영무 국방부 장관은 국방부와 합동참모본부 직원 220여 명과 '대장 김창수'를 관람하고 특별시사회를 개최하면서, "독립운동가들의 숭고한 호국정신이 국군의 정통성으로 이어지도록 노력하겠다"고 소감을 밝혔다.